# Huesa
Huesa è un comune spagnolo di 2 732 abitanti situato nella comunità autonoma dell'Andalusia.